# ليونيل غاليانو
ليونيل غاليانو (بالإسبانية: Leonel Galeano)‏ (2 أغسطس 1991 في الأرجنتين - ) هو لاعب كرة قدم أرجنتيني في مركز الدفاع. شارك مع منتخب الأرجنتين تحت 20 سنة لكرة القدم ومنتخب الأرجنتين لكرة القدم. أما مع النوادي، فقد لعب مع إنديبندينتي ورايو فايكانو وغودوي كروز.

## مسيرته الكروية
لعب ليونيل غاليانو خلال مسيرته الاحترافية مع 4 أندية في أحد عشر موسمًا وسجل خلالها 9 أهداف ضمن 194 مباراة. ولم يفز بأي موسم بالكأس أو بالدوري.
خاض ليونيل غاليانو مسيرته مع نادي إنديبندينتي في موسم 2009–10 ليلعب معه أربعة مواسم، مشاركًا في 95 مباراة سجل خلالها 7 أهداف. ثم انتقل إلى نادي رايو فايكانو في موسم 2013–14 لمدة موسم واحد، حيث شارك في 7 مباريات ولم يسجل أي هدف. لينتقل بعدها إلى نادي غودوي كروز في موسم 2015 ليلعب معه أربعة مواسم، مشاركًا في 48 مباراة سجل خلالها هدفًا واحدًا. ثم انتقل إلى نادي أتليتيكو ألدوسيفي في موسم 2018–19 ولمدة موسمين، مشاركًا في 44 مباراة سجل خلالها هدفًا واحدًا أيضًا.

## روابط خارجية
- ليونيل غاليانو على موقع قاعدة بيانات كرة القدم.إي يو (الإنجليزية)
- ليونيل غاليانو على موقع ناشيونال فوتبول تيمز (الإنجليزية)
- ليونيل غاليانو على موقع Soccerway.com (الإنجليزية)
- ليونيل غاليانو على موقع عالم كرة القدم.نت (الإنجليزية)
- ليونيل غاليانو على موقع AS.com (الإسبانية)